# Vojnomír
Vojnomír, Vojnomir či Vonomir byl slovanský vojevůdce ve službách Franské říše a možná první známý vévoda Chorvatů v Panonii (v dnešní Slavonii), kde vládl patrně někdy v letech 790-810.
Soudobé Annales regni Francorum, letopisné dílo vzniklé v opatství Lorsch, ho nazývají Wonomyrus Sclavus a uvádějí, že byl vazalem furlanského markraběte Ericha z Friaulu, který ho roku 795, ve jménu Karla Velikého (svého švagra), pověřil vojenským útokem na jádro avarského kaganátu, jemuž měl zasadit rozhodující úder, po němž se Avaři podvolili Karlovi. Vojnomír měl při své výpravě získat velkou kořist, kterou poslal Karlovi do Cách.
O postavě Vojnomíra existuje mnoho dohadů a hypotéz. Ta, že založil chorvatské knížectví v Panonii, je nejobvyklejší (tzv. panonská hypotéza). Podle Francise Dvornika byl k úderu na Avary Vojnomír vybrán proto, že již roku 791 je, s franskou pomocí, úspěšně vyhnal z Chorvatska. Na oplátku za pomoc Karla Velikého byl Vojnomír podle Dvornika povinen uznat franskou suverenitu a konvertovat ke křesťanství.
Někteří historikové ovšem pochybují o tom, že by mohl být knížetem či vévodou jižních Slovanů. Podle Petra Štiha je nepravděpodobné, že by Frankové jako svého vojevůdce přijali vůdce cizí země. Tato část historiků se přiklání k tomu, že byl Vojnomir jen voják slovanského původu, který udělal kariéru ve furlanské armádě (tzv. kariérní hypotéza).
Dušan Třeštík oba tyto přístupy syntetizoval: „Protože byl markrabětem vybrán k velení výpravy do hloubi kaganátu, musel se výborně vyznat ve vnitřních poměrech avarské říše. Lze ho proto nejspíše považovat za jednoho ze slovanských přeběhlíků z kaganátu, uchýlivšího se do Friaulska, kde vstoupil do Erichových služeb. Byl jistě knížecího původu, jeho původní sídlo tedy musíme hledat nejspíše někde v Posáví, kde příznačně chybějí avarské kostrové hroby, a kde sídlili zřejmě Slované (...) Vonomír nebyl jistě přímým předchůdcem Ljudevíta Posávského, jeho rodina však nejspíše patřila ke knížatům, která pod svou vládou Ljudevít v letech 818–822 sjednotil.“
Další obvyklou hypotézou je, že Vojnomír byl kraňským vévodou (tzv. kraňská hypotéza). Jedním z argumentů je, že Kraňsko leželo mezi Furlanskem (Friaulskem) a Avarií, a že Kraňsku vládli Frankové prokazatelně již od roku 791 (zatímco u Chorvatů je to značně nejisté).
Existují ale i jiné, odvážnější teorie. Poměrně málo uznávanou je ta, že Vojnomír byl prapředkem velkomoravských Mojmírovců. S touto tezí jako první přišel patrně Gelasius Dobner. Později s ní pracoval zejména Jaroslav Bidlo, Lubomír Emil Havlík nebo Zdeněk Radslav Dittrich. V zahraničí s ní pracoval Martin Eggers, který ovšem celou Velkou Moravu posunul kamsi na území dnešního Maďarska.
Ještě další teorie spojují tuto postavu s Hunem Unguimerem nebo avarským křesťanem Ingomerem.